# Kikuchi Yōsai

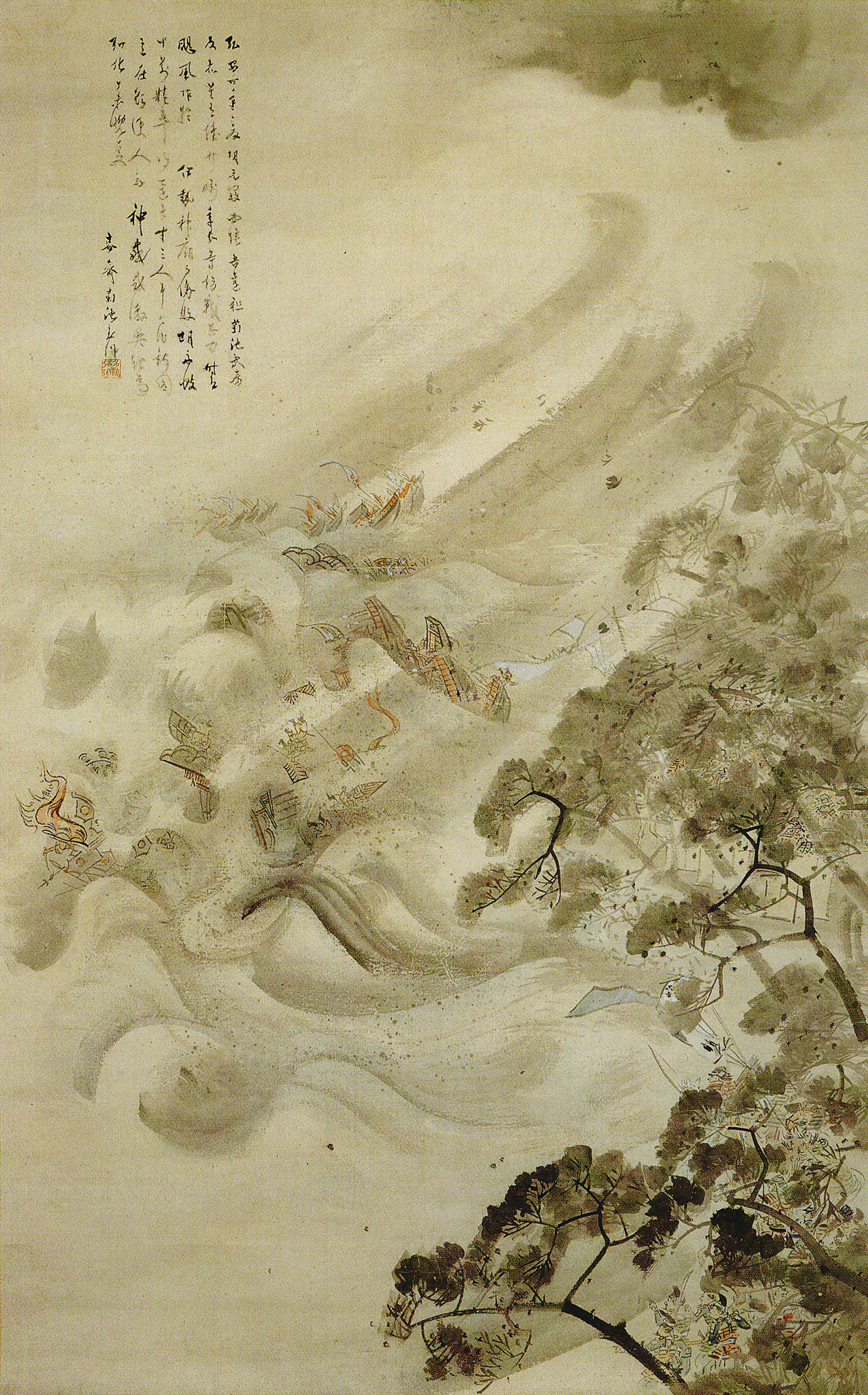
La flotte mongole détruite par le typhon par Kikuchi Yōsai (1847).

Kikuchi Yōsai (菊池容斎, 28 novembre 1788-16 juin 1878), aussi connu sous les noms de « Kikuchi Takeyasu » et « Kawahara Ryōhei », est un peintre japonais connu pour ses portraits monochromes de personnages historiques réunis dans le Zenken kojitsu.